# La Chanson de Roland
La Chanson de Roland je francouzský historický film z roku 1978, který režíroval Frank Cassenti podle vlastního scénáře. Snímek měl světovou premiéru na Mezinárodním filmovém festivalu v Torontu dne 18. září 1978.

## Děj
Ve 13. století putuje pestrá skupina poutníků po francouzském venkově do Santiaga de Compostela. Poutníci se živí hraním legendy o Rolandovi na různých místech své pouti. Ve filmu se místo hereckých výkonů často přechází k paralelnímu příběhu se stejnými herci, v němž je přímo prezentován obsah Písně o Rolandovi: Karel Veliký je na tažení v severním Španělsku a po dlouhém boji dostává nabídku míru od muslimského vládce Zaragozy, Marsila. Nabízí ho však jen na oko, aby si dal pauzu. Poté, co Karel souhlasí přes výhrady svého rytíře Rolanda, ustoupí na sever, přičemž Roland a několik rytířů jej chrání zezadu. Marsile, která nenávidí Rolanda, přepadne zadní voj s přesilou a Roland v hrdinském boji padne.
Skupina poutníků se přitom přesouvá dále krajinou a je svědkem masakrů, které místní šlechta páchá na vzbouřených rolnících. Skupina vezme na chvíli s sebou některé přeživší rolníky, poté jsou nejprve rolníci a poté samotná skupina poutníků napadena a zdecimována pochopy šlechty.

## Obsazení
| Klaus Kinski       | Roland / Klaus                  |
| Alain Cuny         | Turpin / mnich                  |
| Dominique Sandová  | Anna                            |
| Pierre Clémenti    | Olivier / kněz                  |
| Jean-Pierre Kalfon | Marsile / Turold / Karel Veliký |
| Monique Mercure    | Marie                           |
| Niels Arestrup     | obchodník / Oton                |
| László Szabó       | vévoda z Naimes / uherský rytíř |
| Marilú Marini      | žena šlechtice                  |
| Jean-Claude Brialy | šlechtic                        |
| Serge Merlin       | Marsile / Ganelon / Thierry     |
| Mario Gonzáles     | Blancandrin / zloděj Jeannot    |
| Yvan Labéjof       | Turgis / černý otrok            |
| Isabelle Mercanton | žena obchodníka                 |
| Dominique Valentin | dcera šlechtice                 |
| Sylvie Meyer       | blázen                          |

## Ocenění
- César: nominace v kategorii nejlepší filmová hudba (Antoine Duhamel)